# Königsegg
För andra betydelser, se Königsegg (olika betydelser).
Königsegg är ett område i kommunen Guggenhausen i Landkreis Ravensburg i Baden-Württemberg.
Königsegg är känt som herredöme sedan mitten av 1100-talet, och som baroni från år 1470 och friherrarna von Königsegg ägde in på 1800-talet stora områden i Königsegg runt städerna Guggenhausen och Aulendorf.
Den år 1251 byggda borgen Burg Königsegg byggdes om på 1600-talet, men är idag en ruin.